# 19e cérémonie des European Film Awards
La 19e cérémonie des prix du cinéma européen (19th European Film Awards), organisée par l'Académie européenne du cinéma, a eu lieu à Varsovie le 2 décembre 2006 et a récompensé les films réalisés dans l'année.

## Palmarès

### Meilleur film
La Vie des autres
- Sarajevo, mon amour
- Le vent se lève
- - Breakfast on Pluto
- The Road to Guantánamo
- Volver

### Meilleur réalisateur
Pedro Almodóvar - Volver 
- Florian Henckel von Donnersmarck - La Vie des autres
- Michael Winterbottom et Mat Whitecross - The Road to Guantánamo
- Emanuele Crialese - Golden Door
- Ken Loach - Le vent se lève
- Susanne Bier - After the Wedding

### Meilleur acteur
Ulrich Mühe - La Vie des autres 
- Jesper Christensen - Homicide
- Patrick Chesnais -  Je ne suis pas là pour être aimé
- Cillian Murphy - Breakfast on Pluto et Le vent se lève
- Mads Mikkelsen - After the Wedding
- Silvio Orlando - Le Caïman

### Meilleure actrice
Penélope Cruz - Volver 
- Mirjana Karanović - Sarajevo, mon amour
- Sandra Hüller - Requiem
- Martina Gedeck - La Vie des autres
- Nathalie Baye - Le Petit Lieutenant
- Sarah Polley - The Secret Life of Words

### Meilleur scénariste
Florian Henckel von Donnersmarck - La Vie des autres
- Paul Laverty - Le vent se lève
- Pedro Almodóvar - Volver
- Corneliu Porumboiu - 12 h 08 à l'est de Bucarest

### Meilleur directeur de la photographie
ex æquo Barry Ackroyd - Le vent se lève et José Luis Alcaine - Volver
- Timo Salminen - Les Lumières du faubourg
- Roman Osin - Orgueil et Préjugés

### Meilleur compositeur
Alberto Iglesias - Volver
- Dario Marianelli - Orgueil et Préjugés
- Tuomas Kantelinen - Une autre mère
- Gabriel Yared et Stéphane Moucha - La Vie des autres

### Meilleur film européen
- Joyeux Noël  France  Allemagne  Royaume-Uni  Belgique  Roumanie
- La Marche de l'empereur  France

### Meilleur film documentaire
- Le Grand Silence

### People's Choice Award
: Prix du public sur Internet.
- Volver de Pedro Almodóvar

### Discovery of the Year
: Prix décerné par la fédération internationale de la presse cinématographique.
- 13 Tzameti de Gela Babluani

### Achievement in World Cinema Award
- Jeremy Thomas

### Lifetime Achievement Award
- Roman Polanski